# 미라 (방송인)
미라(본명: 김미라, 1982년 6월 17일 ~ )는 대한민국의 리포터다. 성균관대학교에서 신문방송학 학사를 전공했으며 전 소속사는 엠타운이며, 현 소속사는 토마토엔터테인먼트이다.

## 출연 프로그램

### 종영한 프로그램
- SBS - 남궁연의 고릴라디오
- MBC - 섹션 TV 연예통신
- MBC에브리원 -이경규의 복불복쇼

### 광고
- 2007년 - KT 집전화(김창완 편)